# Скавронская, Аделина-Виктория Генриховна
Аделина-Виктория Генриховна Скавронская (1922—2000) — советский учёный-микробиолог-генетик, доктор медицинских наук (1963), профессор (1966), член-корреспондент АМН СССР (1974).

## Биография
Родилась 26 сентября 1922 года в Москве.
В 1946 году окончила Второй Московский государственный медицинский институт. С 1946 по 1948 годы работала научным сотрудником Лаборатории биохимии Наркомздрава СССР. С 1948 года лаборант, с 1966 года — руководитель Лаборатории генетики НИИ эпидемиологии и микробиологии им. И. Ф. Гамалеи АМН СССР. В 1963 году защитила докторскую диссертацию на тему: «биологическая активность бактериальной ДНК и её изменение под влиянием внешних воздействий».
Похоронена на Химкинском кладбище в Москве.

## Научная деятельность
А. Г. Скавронская ученица академика В. Д. Тимакова, была соавтором его трудов и продолжателем его дела. А. Г. Скавронская внесла весомый вклад в развитие генетики микроорганизмов и медицинской микробиологии, во многом определив их становление в современном виде, она автор 150 научных работ, посвященных изучению структуры и функций генетического аппарата микроорганизмов, исследованию проблем мутагенеза у бактерий. А. Г. Скавронской открыт феномен сенсибилизации бактерий 5-бромурацилом к летальному действию онкогенных и онкостатических химических алкилирующих агентов, выявлены новые гены-мутаторы и установлена связь спонтанного мутагенеза с процессом репарации ДНК. А. Г. Скавронской впервые открыты и картированы гены, детерминирующие радиорезистентность сальмонелл. Исследования А. Г. Скавронской, проводимые в последние годы, связаны с изучением генетических структур у патогенных микроорганизмов и роли бактериальных плазмид в возникновении мутаций и восстановлении ДНК после повреждений.
А. Г. Скавронская была редактором редакционного отдела «Медицинская генетика» БМЭ, председателем проблемной комиссии АМН СССР «Генетика и молекулярная биология бактерий».

## Награды
- Орден Дружбы народов (12 сентября 1994) — за большой вклад в развитие медицинской науки и подготовку высококвалифицированных специалистов